# Lubień Wielki (hromada)
Lubień Wielki – hromada terytorialna w rejonie lwowskim obwodu lwowskiego Ukrainy. Siedzibą hromady jest osiedle typu miejskiego Lubień Wielki.
Hromadę utworzono 13 października 2016 roku w ramach reformy decentralizacji.

## Miejscowości hromady
W skład hromady wchodzi osiedle typu miejskiego Lubień Wielki i 15 wsi:

- Lubień Wielki – osiedle typu miejskiego, centrum hromady
- Burcze
- Chiszewice
- Czułowice
- Koropuż
- Kosowiec
- Lubień Mały
- Malowanka
- Piaski
- Porzecze
- Porzecze Gruntowe
- Porzecze Zadwórne
- Romanówka
- Załużany
- Zaszkowice
- Zawidowice